# Jozef Kochan
Jozef Kochan (17. března 1946 Pečovská Nová Ves – 17. srpna 2025) byl český politik, v letech 2004 až 2010 a opět od dubna do srpna 2013 poslanec Poslanecké sněmovny za Královéhradecký kraj, člen ODS.

## Vzdělání, profese a rodina
Vystudoval Lékařskou fakultu Univerzity Karlovy v Praze. Po promoci pracoval v nemocnicích ve Vrchlabí a Dvoře Králové nad Labem. V letech 1982–2002 působil v Trutnově, kde byl po dvacet let primářem oddělení rentgenologie. Specializoval se na radiodiagnostiku.
Byl podruhé ženatý, v prvním manželství měl dvě děti, o které se starala manželka. V druhém manželství měl dvě nevlastní děti.
Zemřel v neděli 17. srpna 2025 ve věku 79 let.

## Politická kariéra
Do ODS vstoupil hned po jejím založení v roce 1991. Přes třicet let byl členem zastupitelstva města Trutnov. Poprvé nepřetržitě od roku 1990 do komunální voleb 2010. Tehdy obsadil 15. místo kandidátky ODS, která v Trutnově získala 14 mandátů a Kochan se stal prvním náhradníkem. Do zastupitelstva se vrátil v roce 2012. Následně zastupitelský mandát získal po volbách 2014 (z 6. místa kandidátky), volbách 2018 (ze 7. místa kandidátky) i volbách 2022 (z 10. místa kandidátky). Po celou dobu svého zastupitelského mandátu (1990–2010 a 2012–2025 byl také radním města. Profesně se k roku 1998 uvádí jako primář nemocnice, k roku 2002 coby primář RTG. Na volebním lístku komunální volby 2022 se uváděl jako lékař - radiolog.
Ve volbách v roce 1998 neúspěšně kandidoval do poslanecké sněmovny jako kandidát ODS za Východočeský kraj. Ve volbách v roce 2002 opět kandidoval do poslanecké sněmovny za ODS (volební obvod Královéhradecký kraj). Ani tentokrát nebyl zvolen. Do dolní komory ovšem nastoupil dodatečně v květnu 2004 jako náhradník za Jiřího Patočku. Byl členem sněmovního výboru pro sociální politiku a zdravotnictví. Mandát poslance obhájil ve volbách v roce 2006. Stal se místopředsedou sněmovního výboru pro zdravotnictví a členem výboru pro evropské záležitosti. Ve sněmovně setrval do voleb v roce 2010. Ve volbách 2010, přestože kandidoval na prvním místě, nebyl zvolen kvůli tzv. kroužkování.
Čelil kritice, že příspěvek na pronájem poslanecké kanceláře platil sám sobě, respektive své manželce, v jejíž nemovitosti svou kancelář umístil. Hájil se tím, že „mám to dávat manželce nebo některému ze sousedů, to je přece jedno.“